# Tabitha
Tabitha oder Tabita ist ein weiblicher Vorname.

## Herkunft und Bedeutung
Der Name Tabita (טַבְיְתָא tawjətāʾ) ist aramäischen Ursprungs. Er taucht erstmals in Apg 9,36.40  auf, wo er als ֹΔορκάς Dorkás „Gazelle“ gedeutet wird. In älteren Fassungen der Lutherbibel wird der Name mit „Rehe“ übersetzt.

## Verbreitung
Der Name Tabitha ist in England und Wales mäßig verbreitet. In den USA war der Name Mitte der 1970er bis Mitte der 1990er Jahre relativ verbreitet. Vor den 1960er Jahren und seit den 2010er Jahren wird er dort kaum vergeben.
Anders als die mäßig beliebte Variante Tabea wird der Name Tabita bzw. Tabitha in Deutschland nur äußerst selten vergeben.

## Varianten
- Deutsch: Tabea
- Englisch: Tabatha, Tabby, Tibby
- Griechisch: Ταβιθά Tabithá
- Hebräisch: טָבִיתָא tāwitāʾ (NT)
- Syrisch: ܛܒܝܬܐ ṭəḇīṯāʾ

## Namenstag
Der Namenstag für Tabita ist am 5. Februar.
Außerdem begehen die orthodoxen Kirchen, die römisch-katholischen Kirche und der Lutherischen Kirche – Missouri-Synode den Gedenktag der Heiligen Tabitha am 25. Oktober.

## Bekannte Namensträgerinnen
- Tabitha Babbitt (1779–1853), US-amerikanische Werkzeugmacherin und Erfinderin
- Tabita Berglund (* 1989), norwegische Dirigentin und Cellistin
- Tabitha Broberg (1833–1902), grönländische botanische Sammlerin
- Tabitha Bühne (* 1983) ist eine deutsche Medienwirtin, Ernährungs- und Fitnessberaterin
- Tabitha Frehner (* 1994), Schweizer Schauspielerin
- Tabitha Chawinga (* 1996), malawische Fußballspielerin
- Tabita Johannes (* 1988), deutsche Schauspielerin
- Tabitha King (* 1949), US-amerikanische Autorin und Ehefrau von Stephen King
- Tabitha Love (* 1991), kanadische Volleyball-Nationalspielerin
- Tabitha Lupien (* 1988), kanadische Schauspielerin und Tänzerin
- Tabitha Peterson (* 1989), US-amerikanische Curlerin
- Tabita Rezaire (* 1989), zeitgenössische französische Künstlerin, Kundalini-Yoga-Lehrerin sowie Gongtherapeutin
- Tabitha St. Germain (* 1964), US-amerikanische Synchronsprecherin

als Nachname:
- Tara Tabitha (* 1993), österreichische Reality-TV-Teilnehmerin, Influencerin und Model